# Kuwait Towers

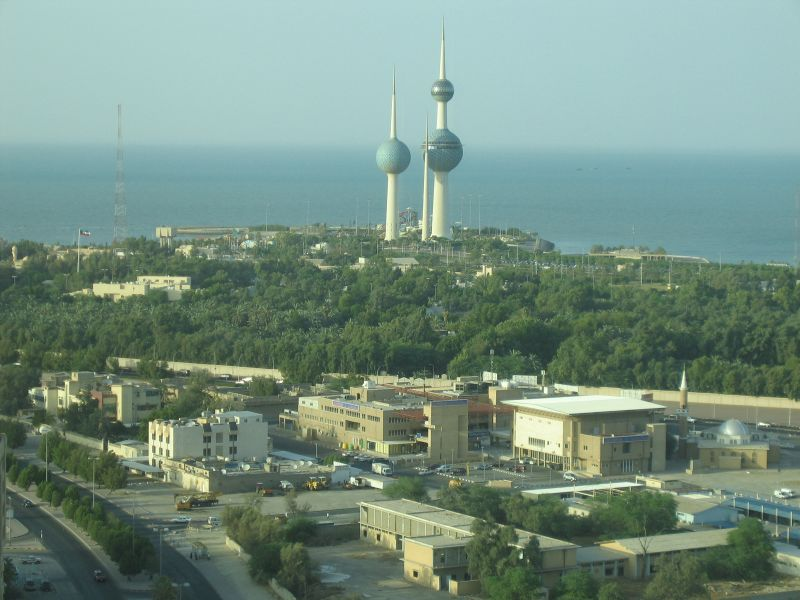
Wassertürme von Kuwait

Die Kuwait Towers (arabisch أبراج الكويت) sind ein Ensemble von drei Stahlbetontürmen in Kuwait:
- einem 185 Meter hohen Turm, der sowohl als Wasser- als auch als Aussichtsturm dient,
- einem 145,80 Meter hohen Turm, der als Wasserturm dient
- und einem dritten Turm, der zur Illumination dieser Türme dient.

Die Türme wurden von schwedischen Firmen errichtet und im März 1979 eingeweiht. Architekten waren Malene Bjørn und Sune Lindström, Ingenieur war Lennart Gerte.